# Саарский университет
Саарский университет (нем. Universität des Saarlandes) — единственный университет в земле Саар, Германия. Расположен в городах Саарбрюккен и Хомбург.

## История
Университет основан в 1948 году французскими властями в городе Хомбург, поскольку до референдума 1957 года Саарланд не входил в состав ФРГ. Первоначально университет являлся филиалом университета Нанси. В настоящее время кампус университета расположен в городе Саарбрюкен на месте бывших военных казарм. Некоторые из корпусов остались в Хомбурге. В университете обучается 15 тысяч студентов, из которых 17 % — иностранцы. В университете функционируют специальные отделения, на которых можно приобрести специальности юриста или филолога.

## Структура
В университете открыто 6 факультетов:
- Факультет социальных наук и бизнеса
- Медицинский факультет
- Факультет математики и компьютерных наук
- Факультет естественных наук и технологий
- Факультет гуманитарных наук
- Юридический факультет